# Goede tijden, slechte tijden (seizoen 11)
Het elfde seizoen van Goede tijden, slechte tijden startte op 4 september 2000. Het seizoen werd elke werkdag uitgezonden op RTL 4. In juni 2014 werd het volledige seizoen uitgebracht op dvd.

## Rolverdeling

### Aanvang
Het elfde seizoen telde 195 afleveringen (aflevering 1936–2130)
| Acteur              | Personage          | Afleveringen                        |
| ------------------- | ------------------ | ----------------------------------- |
| Wilbert Gieske      | Robert Alberts     | Hele seizoen                        |
| Jette van der Meij  | Laura Selmhorst    | Hele seizoen                        |
| Bartho Braat        | Jef Alberts        | Hele seizoen                        |
| Wik Jongsma         | Govert Harmsen     | Hele seizoen                        |
| Sabine Koning       | Anita Dendermonde  | Hele seizoen                        |
| Guusje Nederhorst   | Roos Alberts       | 1936–2006, 2129–2130                |
| Caroline De Bruijn  | Janine Elschot     | 1936–1958, 2000–2130                |
| Ferri Somogyi       | Rik de Jong        | Hele seizoen                        |
| Erik de Vogel       | Ludo Sanders       | Hele seizoen                        |
| Tanja Jess          | Bowien Galema      | 1936–1937                           |
| Bas Muijs           | Stefano Sanders    | Hele seizoen                        |
| Charlotte Besijn    | Barbara Fischer    | Hele seizoen                        |
| Aukje van Ginneken  | Charlie Fischer    | 1936–2126 (met kleine onderbreking) |
| Hilbert Dijkstra    | Philip van Alphen  | 1936–1954                           |
| Micky Hoogendijk    | Cleo de Wolf       | Hele seizoen                        |
| Winston Post        | Benjamin Borges    | Hele seizoen                        |
| Robine van der Meer | Meike Griffioen    | Hele seizoen                        |
| Johnny de Mol       | Sylvester Koetsier | Hele seizoen                        |
| Chanella Hodge      | Terra Bloem        | Hele seizoen                        |
| Victoria Koblenko   | Isabella Kortenaer | Hele seizoen                        |

### Nieuwe rollen
De rollen die in de loop van het seizoen werden geïntroduceerd als belangrijke personages
| Acteur              | Personage               | Afleveringen                      |
| ------------------- | ----------------------- | --------------------------------- |
| Jeroen Biegstraaten | Gijs Bentz van den Berg | 1953-1954 (alleen stem) 1956–2130 |
| Georgina Kwakye     | Gladys Bloem            | 2007–2130                         |
| Teun Kuilboer       | Job Zonneveld           | 2029–2130                         |
| Liesbeth Kamerling  | Daantje Mus             | 2130                              |

### Bijrollen
| Acteur                       | Personage                  | Afleveringen                    |
| ---------------------------- | -------------------------- | ------------------------------- |
| Elly de Graaf                | Rosa Gonzalez              | 1936–1959, 1973–1981, 2002–2129 |
| Toncy van Eersel             | Charlie Fischer            | 2127–2130                       |
| Tanneke Hartzuiker           | Mary Verstraete            | 1936–1943                       |
| Rob ter Linden               | Glagoljev                  | 1936                            |
| Adriaan Adriaanse            | Arie Koetsier              | 1948–2005                       |
| Fred Butter                  | Carel Kortenaer            | 1771-1781                       |
| Barbara Gozens               | Catharina Kortenaer        | 1948–1953, 1985–1987            |
| Ad Fernhout                  | Arend Geuzenkamp           | 1956–2075                       |
| Arnout Groothuis van Krimpen | Frederick Holthuizen       | 1956–2045                       |
| Arthur Boni                  | Bernard Bentz van den Berg | 1969–2024                       |
| Nanny Cijs                   | Lenie Bentz van den Berg   | 1969–2024                       |
| Jeroen Wijnhorst             | Chris Poelman              | 1969–2040                       |
| Patrick Martens              | Morris Fischer             | 1974–1984, 2104–2125            |
| Petra van Hartskamp          | Judith Nieland             | 1984–2030                       |
| Georgina Verbaan             | Hedwig Harmsen             | 2002–2010                       |
| Louis van Beek               | Vince Francke              | 2026–2084                       |
| Marcel Faber                 | David Thornton             | 2044-2125                       |
| Cystine Carreon              | Nanda Verhoeven            | 2046–2129                       |
| Tanja Jess                   | Yolanda Vermeulen          | 2060–2070                       |
| Ton Feil                     | Nol Jansen                 | 2097–2123                       |
| Diana Dobbelman              | Hennie Bolmans             | 2097–2130                       |
| Annemieke de Lange           | Elsbeth Bolmans            | 2114–2119                       |